# Eurhynchium asperisetum
Eurhynchium asperisetum là một loài Rêu trong họ Brachytheciaceae. Loài này được (Müll. Hal.) E.B. Bartram mô tả khoa học đầu tiên năm 1939.